# Vanhanselkä-Ruppavuori
Vanhanselkä-Ruppavuori este o arie protejată (arie specială de conservare — SAC, sit de importanță comunitară — SCI, arie de protecție specială avifaunistică — SPA) din Finlanda întinsă pe o suprafață de 306 ha, integral pe uscat.

## Localizare
Centrul sitului Vanhanselkä-Ruppavuori este situat la coordonatele 61°50′35″N 25°30′56″E / 61.8431°N 25.5156°E.

## Înființare
Situl Vanhanselkä-Ruppavuori a fost declarat sit de importanță comunitară în august 1998 pentru a proteja 27 de specii de animale. Alte tipuri de protecție:
- arie de protecție specială avifaunistică (în august 1998)[2]
- arie specială de conservare (în aprilie 2015)[1][3][4]

## Biodiversitate
Situată în ecoregiunea boreală, aria protejată conține 9 habitate naturale: Ape oligotrofe din câmpii nisipoase, cu un conținut foarte redus de minerale (Littorelletalia uniflorae), Cursuri de apă de la nivel de câmpie la nivel montan, cu vegetație Ranunculion fluitantis și Callitricho-Batrachion, Izvoare fino-scandinave și mlaștini produse de izvoare bogate în minerale, Pante stâncoase silicioase cu vegetație casmofită, Roci stâncoase cu vegetație pionieră de Sedo-Scleranthion sau Sedo albi-Veronicion dillenii, Taiga vestică, Păduri fino-scandinave bogate în ierburi cu Picea abies, Păduri caducifoliate de mlaștină fino-scandinave, Mlaștini împădurite.
La baza desemnării sitului se află mai multe specii protejate:
- păsări (24): minunița (Aegolius funereus), Aythya marila, cocoșul de mesteacăn (Bonasa bonasia), buha (Bubo bubo), bătăuș (Calidris pugnax), ciocănitoare neagră (Dryocopus martius), șoim de iarnă (Falco columbarius), șoimul rândunelelor (Falco subbuteo), vânturel roșu (Falco tinnunculus), muscar (Ficedula parva), cufundar polar (Gavia arctica), Hydrocoloeus minutus, sfrâncioc roșiatic (Lanius collurio), Larus fuscus fuscus, sitar de mal nordic (Limosa lapponica), rață catifelată (Melanitta fusca), rață neagră (Melanitta nigra), pietrar sur (Oenanthe oenanthe), viespar (Pernis apivorus), ciocănitoare de munte (Picoides tridactylus), corcodel-cu-gât-roșu (Podiceps grisegena), chiră de baltă (Sterna hirundo),  cocoș de munte (Tetrao urogallus), fluierarul cu picioare roșii (Tringa totanus)
- mamifere (1): veveriță zburătoare siberiană (Pteromys volans)
- nevertebrate (2): fluturele flitirar (Euphydryas maturna), Oxyporus mannerheimii

Pe lângă speciile protejate, pe teritoriul sitului au mai fost identificate 11 specii de plante, 1 specie de mamifere, 14 specii de nevertebrate, 5 specii de pești.